# 床暖房

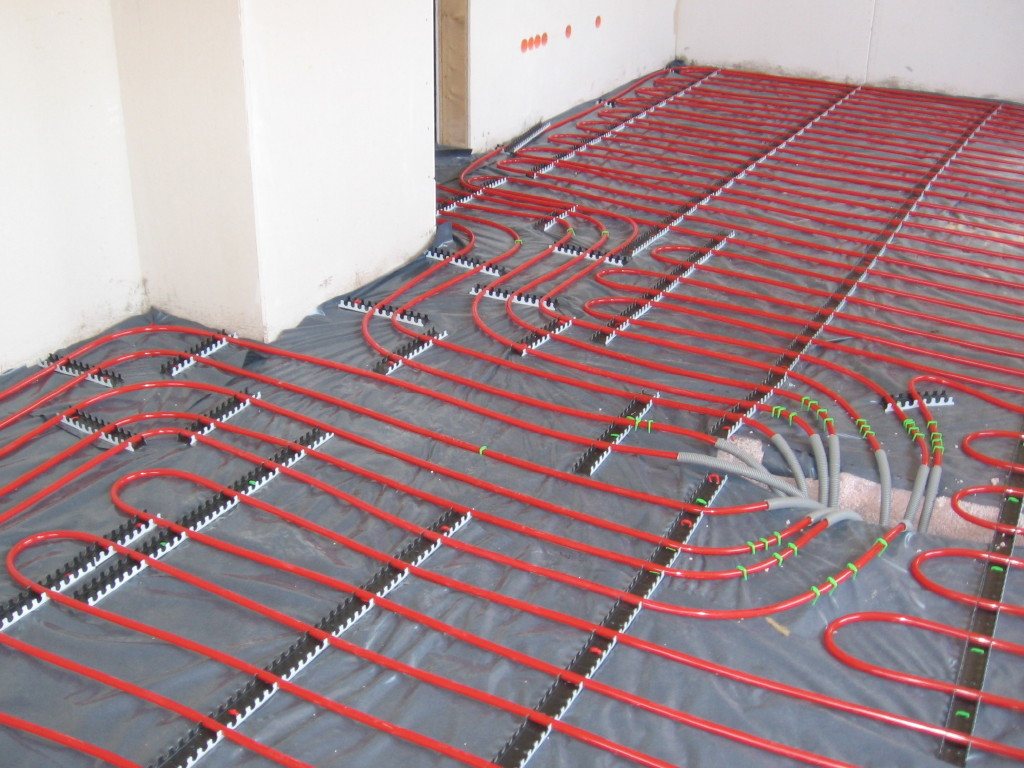
覆われる前の温水式床暖房のパイプ

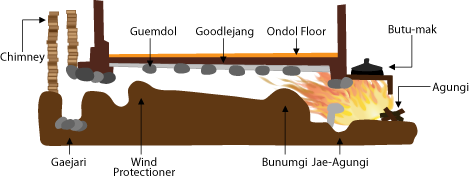
朝鮮半島の伝統的床暖房「オンドル」の原理を示したイラスト。かまどの排煙を床下に導いて部屋を暖める。

床暖房（ゆかだんぼう）とは、床を加温することで生じる熱伝導、対流および放射を利用した暖房方法である。

## 概要
主として対流を利用する石油ファンヒーター・ガスファンヒーターやエア・コンディショナーによる暖房は温かい空気が天井近くに留まりやすいため、天井ファンその他により攪拌を行う必要がある。それでも床材自体の温度は低いままであるため、特に室内で靴を脱ぐ習慣のある地域においては肌寒さを感じる。床材の室内側を25 ℃ないし30 ℃度程度に加温すると、その室内温度の縦方向の分布は床面で一番高くなり、天井に近づくにつれ低下する。これが床暖房の特徴であり、僅かではあるが床からの放射による効果もあり、室温そのものは比較的低い状態でも体感的な暖かさを得られる。
また、床材にタイルなどのセラミックス系材料を使う事により、遠赤外線効果でより快適な床暖房効果を得ることも可能である。

## 方式
床材の加温熱源や燃料の種類等により分類される。

### 電気式

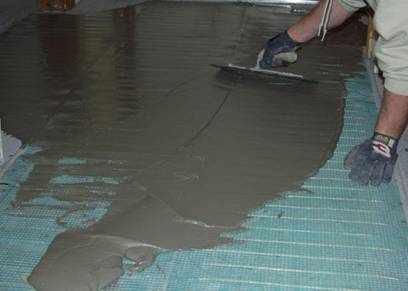
電熱線による床暖房（施工一例）

方法によらず電気をその熱源とするもの。通常は発熱体（あるいは蓄熱体）を床材直下に組み込み、これに通電して加温する。立ち上がりが早い、施工が容易なためリフォームに適しているなどの特徴がある。床下に発熱体を持たない方式もあり、蓄熱式/非蓄熱式があり、蓄熱式においてはさらに潜熱式/顕熱式等の細かな分類を持つ。電気式の床暖房は後述の温水式と比較して高温になりやすく、安全面の対策が必要となる。安全面の対策を行った電気床暖房に ステンレス床暖房 やPTC床暖房がある。
発熱体のメンテナンスが不要(給湯器等の設備が不要)の為、長い目で見た場合のランニングコストが抑えられる場合が多い。

### 温水式

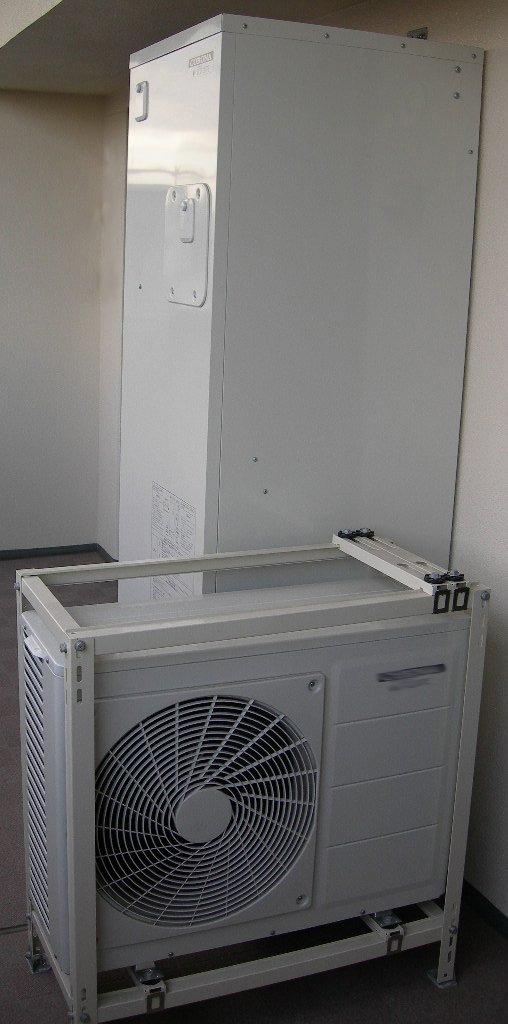
ヒートポンプ(エコキュート)

室外機として設置する熱源機で作られた温水を、床材直下まで配管を用いて導き、床材を加温することで、部屋全体を温めることができる輻射式の暖房システム。温度分布が均一であることが特長で、電気式床暖房に比べてランニングコストが安価なことから、省エネ住宅で評価が高い。熱源機は都市ガス、プロパンガスを使用するガス熱源、灯油の他、最近は電気でお湯を作るヒートポンプを使用する省エネ効果の高い熱源機や、電気とガスのハイブリッドタイプの熱源機の普及し、温水床暖房の省エネ性が高まっている。

### 温風式

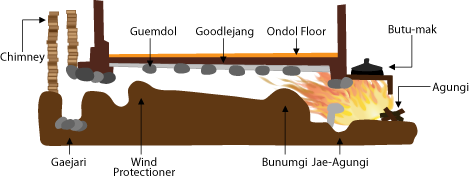
オンドルの仕組み

古代ローマのハイポコーストや中国の火炕、朝鮮半島のオンドルのように、高温の温風（かまどの排煙）を床下内に循環させ暖める方法である。

## 特徴

### 長所

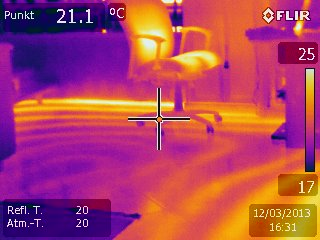
床暖房使用時のサーモグラフ

- 温風吹き出し口がないのでほこりが立たず、静かである。
- 一般的に床面が平滑であるため、電気カーペットより清掃が容易である。
- 燃焼装置を持たないか、持っていても室外設置のため安全性が高い。
- 燃焼装置が室内にないので、部屋の空気組成に影響を与えない。（乾燥を防ぐ）
- 温風などが室内の空気を攪拌しないので、風邪などの空気を媒介とするウイルスなどが室内に広がりにくい。
- 床が暖かくなっても、天井が熱せられないため、頭寒足熱効果が得られる。
- 空気をあまり暖めないため相対湿度が下がりにくい。また、外気温と室温の温度差が小さいため、窓等が結露しにくい。
- 余熱があるため早めに運転を止めることができる。運転を止める目安は部屋を去る20分前である[1]。

### 短所
- 床下の熱交換器あるいは床自体に発熱体が必要となるため、ストーブやエアコン、オイルヒーター等に比べ初期費用が高額となる。
- 電気式床暖房に長時間にわたり床に接していると低温やけどの危険がある。（近年では2重3重の温度センサー等で対策が施されているものが多い）
- 床材は熱伝導率の低い木材が使用されることが多く、適温になるまでに時間がかかる。また、熱により床材が収縮し、床材同士に隙間ができる場合がある。
- 温風暖房のように風は利用しないが、床からの上昇気流がある。そのため、理髪店などでは床に落ちた髪の毛が乾燥して軽くなるので、上昇気流による巻上がりが起こることもある。

## 用途
住宅や非住宅などの用途別の分類。
住宅の居室の床
最近の首都圏の新築マンションの多くがリビングなどに床暖房を装備するくらいにその快適さが一般的になってきている。しかし、一部の温水床暖房や電気式床暖房の場合、冬期間フル運転するとランニングコストが高くなる場合があり、他の暖房機との併用を推奨するメーカーもある。
浴室の床暖房
欧米のように室内空調が進んでいない日本においては、冬季の脱衣時にヒートショックによる死亡率が高い浴室の床を暖めることは健康にとって重要である。狭い空間の浴室では入浴中の温風暖房はのぼせてしまい、気分が悪くなるといった声が多いため、床暖房がもっとも適している。また、入浴は決まった時間に限られた時間だけ使うので、その時間だけ床暖房を運転すればよく、浴室は面積も限られているため、ランニングコストを低く抑えることができる。
浴室床暖房は戸建住宅だけでなく、在来浴室のマンションなどのリフォームにも適している。
トイレの床暖房
冬場の深夜のトイレも浴室と同じくヒートショックの危険の大きい場所であるが、浴室のように使う時間が決まっていないため24時間連続運転しなければならず、ランニングコストが高くなる。そのため、コストから見るとスポット暖房のほうが適している。
キッチンの床暖房
電気式床暖房の場合、キッチン全体に敷き込むとランニングコストの負担が大きくなるため、キッチンのシンクの前の1 m×2 m程度のスペースにタイマー付きの床暖房を設置すると、冬場の寒い朝の炊事が快適になる。面積が小さいので、ランニングコストも低く抑えることができる。
温水式床暖房の場合は、逆にキッチン全体に敷き込んだ方がランニングコストが安くなるため、省エネ性と快適性の両立が実現する。(面積を広げても流れる温水の量はあまり増えないため効率があがる）
仕上げ材としては床暖房の部分に熱伝導の良いタイル等を採用することで、より暖かさを感じるとともに、衛生面でも優れる。ただし、タイルはその下に熱源のないところまで張ると、秋から春先まで冷たく感じるので、電気式を選択した場合は注意が必要である。
旅館の大浴場や露天風呂の床暖房
24時間掛け流しの浴室の場合は床も暖かいが、そうでない場合は大浴場の床も暖めておきたい。また、露天風呂も洗い場を床暖房にすることで、冬場も露天風呂を快適に使えるようになる。また、離れたところにある露天風呂はそこまでの通路を床暖房とすることで冬場でも快適に移動することが可能となる。
温水プールなどの歩行用タイルデッキ
温水プールの歩行用通路も暖かいと快適である。
ペットルームの床暖房
暑さや寒さに弱いペットには夏は冷たく冬は暖かいタイル張りの床暖房が最適である。
畜舎や工場などの床暖房
広い建物では部分暖房が適しており、工場の生産ラインだけ、畜舎の通路だけ、というような場所にも、床暖房が使用されている。
岩盤浴
岩盤浴も床暖房の一種であるが、秋田県の玉川温泉のようにデトックス効果や新陳代謝を高めるためには仕上げ材に工夫が必要である。岐阜県多治見市や長野県千曲市では低線量の放射線を出すタイルなどを製造しているメーカーもあり、将来的にこれらとの組み合わせで玉川温泉のような効果が自宅の浴室で味わうことができるかもしれない。

## 歴史

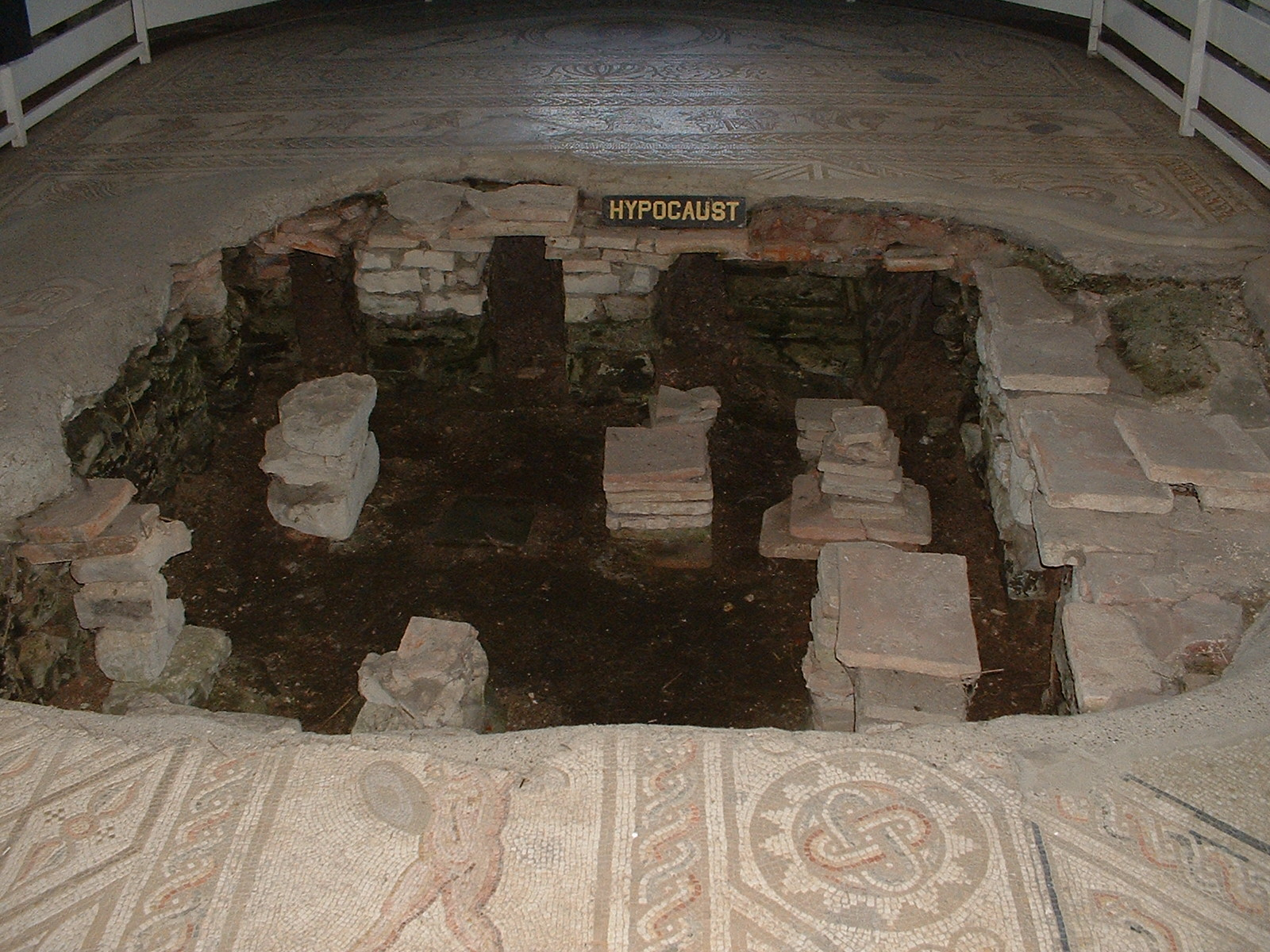
ハイポコースト

- 世界最古の床暖房技術は現在の北朝鮮で確立された。暖房設備を備えた紀元前5000年前の遺跡が存在し、オンドルと呼ばれる。その後朝鮮半島全土や満州にも広がり、朝鮮時代には、一般的な家のほとんどが床暖房設備を備えていた。
- 中国で火炕と呼ばれる床暖房が行われていたとされている[2][3]。
- 紀元前500年頃、古代ローマにはハイポコーストと呼ばれる床暖房があった。

## 床暖房の現在
床暖房は一般家庭にも広く普及し始めているが、普及につれて安全面の問題が表面化している。特に電気式の床暖房の中には発火事故を起こして製品の回収を命じられた例もある。温水式床暖房を選択することで、これらのリスクは回避できるが、電気式床暖房も対策を講じることで安全に使用することができる。
二重安全装置を設ける方法
サーミスタと温度ヒューズを組み合わせて熱暴走を防ぐ方法。代表的なメーカーにJX日鉱日石エネルギーや大建工業などが存在する。
薄型ステンレス発熱体床暖房
耐食性・耐熱性を有する品質が安定したステンレスの特性を生かした床暖房は温感センサーだけではなく、コントローラーでの温度管理、スイッチングにより安全性を確保している。代表的なメーカーに株式会社ScutSystem(エスカットシステム)がある
PTC床暖房
PTC特性を利用した床暖房方式。加温すると抵抗が増大し電流値を抑制する為、結果的に温度上昇を抑制する。前述の二重安全装置での安全対策と比較して機械的な制御を行わないことから、故障によるリスクも生じにくい。また、低温やけどにもなりにくい。代表的なメーカーにミタケ電子工業、メカ・エンジ(サンマックス)などが存在する。
温水式床暖房
室外に熱源機を設置し、温水を室内に循環するシステム。室内に火気がないことから、安全面にメリットがあり、電気式に比べて省エネ性が高い。代表的なメーカーに三菱ケミカルインフラテック、前澤リビング・ソリューションズ、エコミナミ、富士環境システム、などがあり、他のメーカーはこれらメーカーのOEM品を取り扱っているケースが多い。

## 工業会
床暖房について、日本には以下の3つの工業会が存在する。
- 日本床暖房工業会（温水式床暖房の工業会）
- 電気床暖房工業会
- 日本放射暖冷房協会（床暖房や輻射冷房等、放射暖冷房全体の工業会）